# Flex-Able Leftovers
A Flex-Able Leftovers Steve Vai 1984-ben megjelent EP-je. A felvételek 1982 és 1984 között készültek. A Sony Records 1998. november 10-én újra kiadta az anyagot, bónuszdalokkal megtoldva. Az újrakiadás nemcsak hangzásban más az eredeti kiadáshoz képest. A You Didn't Break it című dalban valódi dobok hallhatóak, míg az eredeti kiadáson dobgéppel került rögzítésre a szerzemény. A lemezre figyelmeztető matrica került, mivel a Fuck Yourself dalban káromkodás és szexuális utalások voltak hallhatóak.
Az EP jó kritikákban részesült, Greg Prato az AllMusic írója mindazok figyelmébe ajánlotta, akik szeretik a szokatlan gitárkezelést, valamint az eredeti, élvonalbeli rockzenét.

## Számlista
Minden dalt Steve Vai írt, kivéve ahol jelölve van.
1. Fuck Yourself (Listed as #?@! Yourself)[2] – 8:27
2. So Happy (Vai, Laurel Fishman) – 2:43
3. Bledsoe Bluvd – 4:22
4. Natural Born Boy – 3:34
5. Details at 10 – 5:58
6. Massacre – 3:25
7. Burnin' Down the Mountain – 4:22
8. Little Pieces of Seaweed – 5:12
9. San Sebastian – 1:08
10. The Beast of Love (Joe Kearney) – 3:30
11. You Didn't Break it (Bob Harris, Suzannah Harris) – 4:19
12. The X-Equilibrium Dance – 5:10
13. Chronic Insomnia – 2:00

## Közreműködők

### Zenészek
- Steve Vai – ének , akusztikus és elektromos gitárok , szitár , billentyűs hangszerek , elektromos zongora , basszusgitár , háttérvokál
- Mike Keneally – billentyűs hangszerek a "Fuck Yourself" c. dalban.
- Tommy Mars – ének, hegedű , billentyűs hangszerek
- Stu Hamm – ének, basszusgitár
- Bob Harris – háttérvokál
- Joe Kearney – háttérének
- Alex Acerra – háttérének
- Larry Crane – piccolo xilofon , lant , vibrafon
- Robin DiMaggio – dob
- Chris Frazier – dob
- Deen Castronovo – dob
- Pete Zeldman – ütőhangszerek
- Suzannah Harris – háttérvokál

### Technikai személyzet
- Eddy Schreyer – maszter
- Lill Vai – hangeffektusok
- Joe Despagni – hangeffektusok